# Wodospad Szutowski
Wodospad Szutowski (słow. Šútovský vodopád) – wodospad w zamknięciu Doliny Szutowskiej (Šútovská dolina) w południowo-wschodniej części grupy górskiej Małej Fatry (tzw. Krywańska Fatra) w Karpatach Zachodnich na Słowacji. Z wysokością 38 m jest najwyższym wodospadem tej grupy górskiej.
Wodospad znajduje się pod szczytem Úplaz (1450 m), na wysokości 765 m. Zasilają go tzw. Źródła Mojżesza (słow. Mojžišove pramene), znajdujące się pod grzbietem Hromové, a wody odprowadza Šútovský potok (prawobrzeżny dopływ Wagu).
Wodospad Szutowski jest chroniony jako pomnik przyrody (słow. Chránený prírodný výtvor) i znajduje się na obszarze ochrony ścisłej rezerwat przyrody Šútovská dolina obejmującym górną część Doliny Szutowskiej. Z miejscowości Šútovo prowadzi do niego szlak turystyczny. 

## Szlak turystyczny
Šútovo –  Šútovský vodopád (1.20 h) – Chata pod Chlebom (4.05 h)